# Monument national de Guillaume Ier
Le Monument national de Guillaume Ier (Kaiser-Wilhelm-Nationaldenkmal) était un monument dédié à l'empereur Guillaume Ier à Berlin. Il a été détruit en 1950 par les communistes. Il était situé à côté du château de Berlin, lui aussi détruit par les communistes, mais reconstruit à l'identique en 2013-2020. Le futur monument à la Liberté et l'Unité  (Freiheits- und Einheitsdenkmal) devrait être construit au même endroit.